# Julia Zernack
Julia Zernack (* 18. Mai 1962; † 16. Januar 2021) war eine deutsche Mediävistin.

## Leben
Nach der Promotion zum Dr. phil. an der FU Berlin 1992 war sie an der Ludwig-Maximilians-Universität München Professorin für Nordische Philologie mit altnordistischem Schwerpunkt; 2001 wurde sie Professorin für Skandinavistik an der Johann Wolfgang Goethe-Universität Frankfurt am Main.
Ihre Arbeitsgebiete in Forschung und Lehre waren skandinavistische Mediävistik, Rezeption der altnordischen Literatur in der Neuzeit (DFG-Projekt Edda-Rezeption), Wissenschaftsgeschichte und skandinavische Literatur der Neuzeit.

## Schriften (Auswahl)
- Geschichten aus Thule. Íslendingasögur in Übersetzungen deutscher Germanisten. Berlin 1994, ISBN 3-927229-01-6.
- Bibliographie der deutschsprachigen Sagaübersetzungen 1791–1995. Berlin 1997, ISBN 3-927229-02-4.
- mit Klaus von See (Hgg.): Germanistik und Politik in der Zeit des Nationalsozialismus. Zwei Fallstudien: Hermann Schneider und Gustav Neckel. Heidelberg 2004, ISBN 3-8253-5022-3.
- mit Katja Schulz (Hgg.): Gylfis Täuschung. Rezeptionsgeschichtliches Lexikon zur nordischen Mythologie und Heldensage. Heidelberg 2019, ISBN 3-8253-6874-2.